# De barabass
De barabass is een stripverhaal uit de reeks van Suske en Wiske. Het is onderdeel van een reeks van zes bijzondere albums ter gelegenheid van de zeventigste verjaardag van de Suske en Wiske-hoofdreeks.
Deze reeks werd mogelijk gemaakt door Het Laatste Nieuws en dit verhaal werd geschreven door Siska Schoeters. Het werd uitgebracht op 31 oktober 2015. Een belangrijk deel van de opbrengst ging naar SOS Kinderdorpen.

## Personages
In dit verhaal spelen de volgende personages mee:
- Suske, Wiske met Schanulleke, tante Sidonia, Lambik, Jerom, professor Barabas, agent, medewerkster Studio Brussel, festivalpubliek, Herman (de organisator), Günther Cé (manager Bas Vegas), dj Tazuur feat dj Tazijn[1]

## Locaties
Dit verhaal speelt zich af op de volgende locaties:
- het huis van tante Sidonia, Morgenland

## Uitvindingen
In dit verhaal spelen de volgende uitvindingen een rol:
- dj BaraBASS2.0[2]

## Verhaal
Suske en Wiske gaan naar een festival waar ze door Lambik naartoe worden gebracht. Er is een file op een brug, er lijkt een auto stil te staan. Lambik krijgt een boete voor foutparkeren. Professor Barabas komt ook op het festival aan, hij wordt door een limousine gebracht. Hij is verbaasd Suske en Wiske tegen te komen en hoort dat zij een vakantiebaan hebben. Professor Barabas vertelt dat hij een nieuwe versie van de klankentapper heeft gebouwd. Dit apparaat voelt het publiek aan en past de muziek aan, zodat iedereen moet dansen. Suske en Wiske melden zich aan en komen erachter dat ze moeten zorgen voor dj Wattman, dj Amorid, dj Sony-San en Bas Vegas. Deze artiesten hebben verlanglijstjes en het is de taak van Suske en Wiske om deze verlangens te doen uitkomen.
Suske en Wiske verkennen het festivalterrein van Morgenland. Suske ziet dat Jerom geïnterviewd wordt door een medewerkster van Studio Brussel. Dan komt de organisator naar Suske en Wiske en hij vertelt dat Bas Vegas ontvoerd is. Hij is in een file overmeesterd. Dan komt de manager van Bas naar Herman en stelt voor om dj Tazuur feat. dj Tazijn de show te laten overnemen. Suske en Wiske moeten deze dj's begeleiden, maar vertrouwen hen niet. Suske ontdekt een vreemde applicatie op de laptop van Günther. Professor Barabas ontdekt dat de BaraBASS2.0 verdwenen is en Jerom komt te hulp. Suske en Wiske krijgen van Herman de opdracht om de laptop van Günter te halen en horen een gesprek tussen Günther en het vreemde dj-duo. Ze willen het publiek hypnotiseren. Tijdens de hypnose willen ze het publiek opdragen al het geld te geven wat ze bij zich hebben.
Suske en Wiske waarschuwen Jerom en hij grijpt Tazuur en Tazijn. Suske, Wiske en professor Barabas onderzoeken een zwart busje en ontdekken dat er iemand in opgesloten is die vastgebonden is. Dit blijkt Bas Vegas te zijn. Professor Barabas en Bas treden samen op en het publiek is enthousiast.